# Gordon Brown (rugby à XIII)
Pour les articles homonymes, voir Gordon Brown (homonymie) et Brown.
Pas d'image ? Cliquez ici

a Compétitions nationales et continentales officielles uniquement.

b Matchs officiels uniquement.
Gordon Brown, né en 1930 à Leeds (Angleterre), est un joueur et entraîneur anglais de rugby à XIII évoluant au poste de demi d'ouverture ou de centre dans les années 1950 et 1960. Il a effectué la majeure partie de sa carrière à Leeds avant de la conclure à Keighley. Avec Leeds, il remporte la Challenge Cup en 1957. Il est célèbre pour être le meilleur marqueur d'essais de la première édition de la Coupe du monde remportée en 1954 avec la Grande-Bretagne.

## Biographie
Inscrit en tant que réserviste, il est sélectionné dans la sélection de Grande-Bretagne pour la première édition de la Coupe du monde en 1954 à la suite du renoncement de Willie Horne de Barrow. Bien qu'il opère au centre à Leeds, il évolue au poste de demi d'ouverture lors de cette compétition. Il prend part à toutes les rencontres de la Grande-Bretagne. Il inscrit des essais à chacune des rencontres, deux contre l'Australie en match d'ouverture, un contre la France, un contre la Nouvelle-Zélande et prend une part active dans le succès en finale contre de nouveau la France en inscrivant deux essais. Il finit le tournoi meilleur marqueur d'essais de la compétition et auréolé d'un titre de Coupe du monde.

## Palmarès
- Collectif :
  - Vainqueur de la Coupe du monde : 1954 (Grande-Bretagne).
  - Vainqueur de la Challenge Cup : 1957 (Leeds).
- Individuel :
  - Meilleur marqueur d'essais de la Coupe du monde : 1954 (Grande-Bretagne).